# 寝屋川市立明和小学校
寝屋川市立明和小学校（ねやがわしりつ めいわしょうがっこう）は、大阪府寝屋川市打上高塚町にあった公立小学校。現在は敷地内に寝屋川市立望が丘小学校・中学校が建っており、移転したため廃校となっている。

## 歴史
当時の北河内郡水本村の小学校として、1921年（大正10年）10月1日に創立した。学校創立以前は隣接する北河内郡星田村（現在の交野市）と学校組合を作り、村在住の児童は星田村にあった旭尋常高等小学校（現在の交野市立星田小学校の前身）に通っていた。
- 1893年（明治25年） - 星田村水本村尋常小学校組合を設置し、北河内郡旭尋常高等小学校と称する。
- 1921年（大正10年）10月1日 - 学校組合を解消し、北河内郡水本尋常高等小学校として水本村に開校。
- 1934年（昭和9年）9月21日 - 室戸台風の暴風雨により木造校舎が1棟倒壊。死傷者が出る[1]。同年10月21日、校庭で学校葬が行われた[2]。
- 1941年（昭和16年）4月1日 - 国民学校令により、北河内郡水本国民学校と改称。
- 1947年（昭和22年）4月1日 - 学制改革により、水本村立小学校と改称。水本村立水本中学校（現在の寝屋川市立第四中学校）を敷地内に併設。
- 1949年（昭和24年）10月10日 - 中学校が独立校舎へ移転。
- 1954年（昭和29年）3月 - 現在地に移転。
- 1961年（昭和36年）6月28日 - 水本村が寝屋川市に編入されたことに伴い、寝屋川市立明和小学校と改称。
- 1977年（昭和52年）4月1日 - 寝屋川市立梅が丘小学校が分離開校。
- 2024年3月31日 - 寝屋川市立望が丘小学校・中学校に移転のため閉校。

## 通学区域
- 寝屋川市 打上新町、打上高塚町、打上中町、打上南町、高倉1丁目・2丁目、明和1丁目・2丁目。
- 寝屋川市 打上宮前町、打上元町のそれぞれ一部。

卒業生は基本的に寝屋川市立第四中学校に進学する。

## 出身者
- 豪栄道豪太郎 - 力士。

## 交通
- 片町線（学研都市線） 寝屋川公園駅 西へ約400m。